# السلطة القضائية في فلسطين

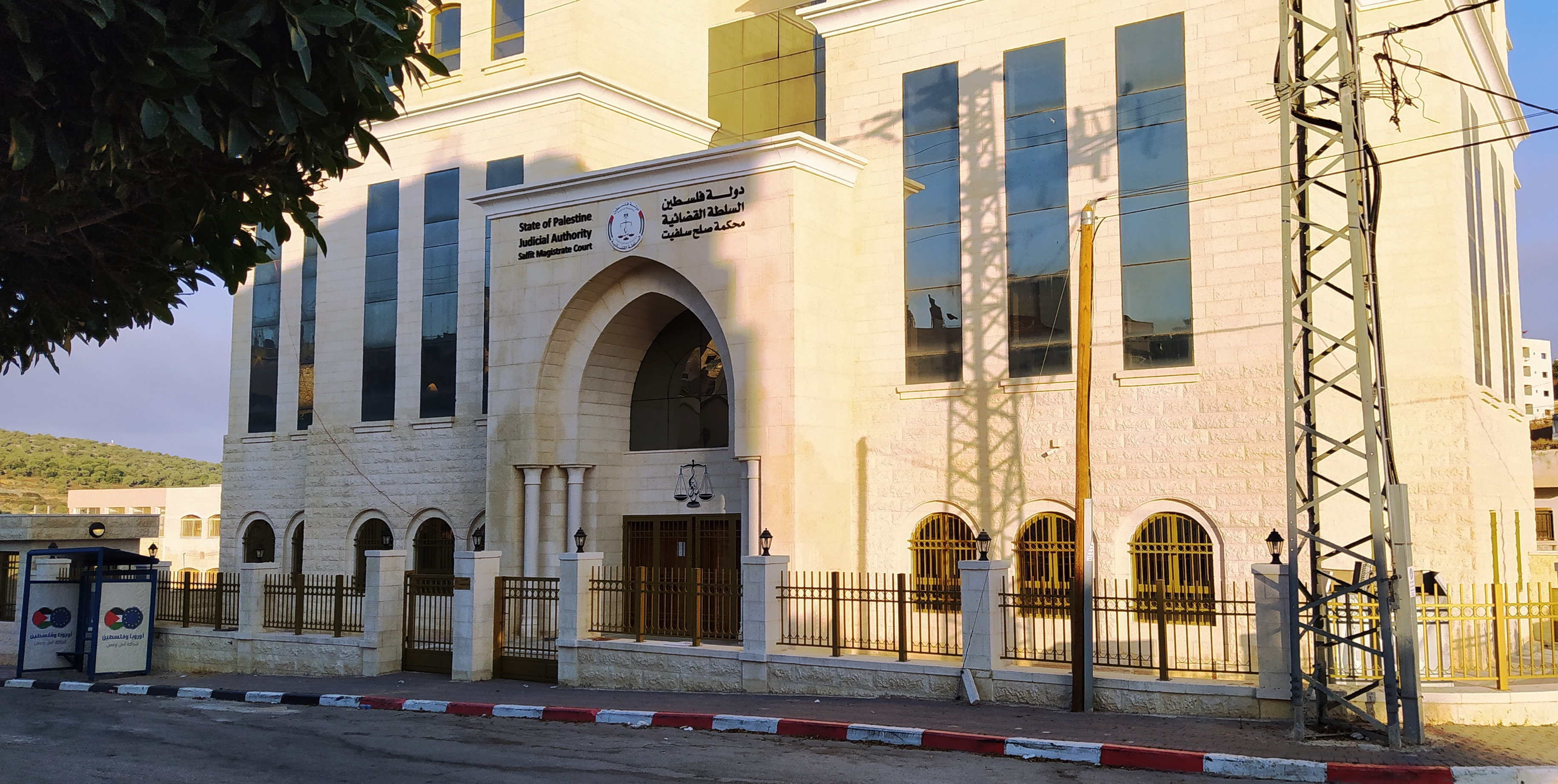
مجمع محاكم سلفيت

السلطة القضائية هي إحدى السلطات الثلاث للدولة الفلسطينية، حيث يمثل مجلس القضاء الأعلى قمة هرم السلطة القضائية في فلسطين، ويجسد مع السلطة التنفيذية والسلطة التشريعية مبدأ الفصل بين السلطات الذي تقوم عليه الدولة الفلسطينية. ينص الدستور الفلسطيني على أن السلطة القضائية تتولاها المحاكم على اختلاف أنواعها ودرجاتها وتصدر جميع الأحكام وفق القانون.

## القضاء
هو عباره عن مرفق عام الغرض منه ان يلتجئ الناس للقضاء لدفع المظالم الواقعة عليهم، لذلك هي الجهة التي تقوم بتطبيق القانون بإنصاف وتجريد في النزاعات المرفوعه أمامها والبت فيها دون إخلال بالوقائع المعروضه أمامها وترتبط وظيفه المحاكم ارتباطاً وثيقاً باستقرار وشرعية السلطة القضائية، ويعد القضاء الضمانة لحماية الحقوق والحريات العامة من تعسف السلطة التنفيذية ويشكل الحماية للاقليات والفئات المهمشة، ويعد استقلال القضاء من أهم ضمانات الاستقرار في المجتمع.

## التاريخ

### الدولة العثمانية
التنظيم القضائي في فلسطين العثمانية خضعت فلسطين للحكم الإسلامي منذ عهد الخليفة عمر بن الخطاب -رضي الله عنه- وكان نظام التقاضي فيها إسلامياً في ظل الحكم العثماني لا سيما في مراحله الأولى، قبل محاولة إدخال القوانين والأنظمة الغربية الحديثة لتنظيم شؤون البلاد الواقعة تحت الإمبراطورية العثمانية، ومنها فلسطين.
فكان الفصل في المنازعات يتم في المحكمة، أو في بيت القاضي؛ حيث كان يحيط به عدد من الكتبة، وكان بابه مفتوحاً للجميع، وكان القضاء يمتاز بسرعة البت في الخصومات بدون مرافعات مكتوبة، إلى درجة أن الحكم القضائي قد يصدر وينفذ في جلسة واحدة.
من سمات النظام القضائي في هذه الحقبة، ما كان يعرف بنظام الدوائر الصلحية، ويأخذ بالتقاضي على درجة واحدة، وكان الفصل في الخصومات منوطاً بالوالي والشيوخ الذين يعينهم في الأمصار أو الأقاليم لهذا الغرض باسم مجالس الشيوخ (المسنين) في القرى ومجالس النواحي في النواحي.

### الانتداب البريطاني على فلسطين
التننظيم القضائي في عهد الانتداب خلال الحرب العالمية الأولى عام 1917 استولت بريطانيا على فلسطين، فأبقت القوانين العثمانية سارية المفعول فيها، وفي عام 1922 أصبحت فلسطين تحت الانتداب البريطاني وسمي حاكمها «المندوب السامي», في هذه الفترة جرت تعديلات لقسم من القوانين العثمانية وتطعيمها بقوانين بريطانية.
الإعدام والسجن المؤبد هي أحكام ابقتها حكومة الانتداب على كل من يقتل نفسا عمداً عن سبق إصرار وترصد.
خلال هذه الفترة، قامت بريطانيا بإصدار العديد من القوانين والأنظمة في فلسطين؛ ابتداءً من المرسوم الدستوري سنة 1922، وقوانين وأصول أخرى من أهمها: أصول المحكمات الحقوقية لسنة 1938، وأصول المحكمة العليا لسنة 1937، وأصول تشكيل المحاكم لسنة 1940، وأصول محاكم الصلح لسنة 1940. على ضوء هذه القوانين تم تشكيل النظام القضائي في فلسطين، ومن أبرز معالمه:
1. الأخذ بنظام التقاضي على درجتين: محاكم درجة أولى، ومحاكم ثاني درجة.
2. تعدد أنواع المحاكم، حيث كانت توجد محاكم نظامية للنظر في المسائل الجزائية والحقوقية والأراضي، والمسائل الإدارية؛ ومحاكم غير نظامية، للنظر في المسائل الشرعية والدينية للطوائف.
3. فيما يتعلق بتشكيل المحاكم النظامية، فإن أبرز ما جاء في التنظيم القضائي ما يلي:
• إنشاء محاكم صلح في كل لواء أو قضاء في فلسطين وفقاً للمادة 39/1 من المرسوم الدستوري الفلسطيني.
• تمارس هذه المحاكم الصلاحية المخصصة لها بمقتضى قانون حكام الصلح العثماني الصادر سنة 1913م.
• بصدور مرسوم تشكيل المحاكم سنة 1932، ازداد عدد محاكم الصلح في كل لواء حسب الحاجة. وكانت فلسطين مقسمة إدارياً إلى ثلاثة ألوية هي: اللواء الشمالي، واللواء الجنوبي، ولواء القدس. وكان يوجد في مركز كل لواء محكمة صلح.
تعتبر محكمة الصلح بمثابة محكمة أول درجة في التنظيم القضائي الفلسطيني. كانت تنظر في الجنح والخلافات البسيطة وكانت تفرض غرامات حتى خمسين جنيها فلسطينيا أو الحبس لعدد من الأشهر، في هذه المحاكم كان معظم القضاة من الفلسطينيين.

## أنواع المحاكم
- المحاكم النظامية وتشمل كلا من محاكم الدرجة الأولى (الصلح، البداية)، ومحاكم الدرجة الثانية (الاستئناف)، ومحكمة التمييز أعلى هيئة قضائية في الدولة، ومحكمة العدل العليا التي تتولى جهة القضاء الإداري.[5][6]
- المحاكم الخاصة وتقسم إلى محاكم خاصة جميع قضاتها نظاميون هي: الجنايات الكبرى، صيانة أملاك الدولة، بداية الجمارك، استئناف الجمارك، استئناف ضريبة الدخل، تسوية الأراضي والمياه، محاكم البلديات، ومحاكم خاصة مثل: المحاكم العسكرية.[5]
- المحاكم الدينية وتشمل كلا من المحاكم الشرعية، والمحاكم الكنسية (مجالس الطوائف غير المسلمة).

## مبادئ السلطة القضائية
المبادئ التي يقوم عليها النظام القضائي في فلسطين:
1. .مبدا استقلال القضاء والذي يجسد مبدأ الفصل بين السلطات لذلك القاضي في عمله مستقل ولا سلطان عليه في عمله الا للقانون.
2. .مبدأ المساواة امام القانون والقضاء لذلك الفلسطينيون امام القانون والقضاء سواء.
3. .مبدأ مجانية القضاء لجعله متاحا للكافة.
4. .القضاء على درجتين ومحكمة النقض.
5. .القاضي يشارك الأطراف إدارة الدعوى ودوره ايجابي.
6. .القضاء النظامي صاحب الولاية العامة وفيما سواه من الجهات القضائية وارد أختصاصها على سبيل الحصر.